# Charlie DeSalvo
Charlie DeSalvo è un personaggio fittizio della serie televisiva Highlander, interpretato da Philip Akin. Maestro di arti marziali ed ex Navy SEAL, fa amicizia con l'immortale Duncan MacLeod. Il personaggio viene introdotto nell'episodio Doppia personalità e sarà un personaggio ricorrente nella seconda e nella terza stagione della serie.

## Personaggio
Charlie DeSalvo appare per la prima volta nell'episodio Doppia personalità come proprietario della palestra DeSalvo Martial Arts nella città immaginaria Seacouver nello stato di Washington. La vita di Charlie viene raccontata in diversi episodi. Nato da padre italiano e madre afroamericana passa l'adolescenza in un quartiere malfamato, chiamato The Zone, dove viene bullizzato sia da ragazzi di origine italiana sia da quelli di origine afroamericana. La sceneggiatura dell'episodio "Amico immortale" fa emergere che l'eredità mista di Charlie è una questione spinosa.
Da bambino Charlie ammirava Muhammad Ali e voleva essere come lui. Diventato adulto prestò servizio nei Navy SEAL dal 1977 per dodici anni prima di tornare a Seacouver. Quindi Charlie aprì una palestra specializzata in arti marziali, chiamata DeSalvo Martial Arts.
Nonostante l'impegno di Charlie, la palestra era in perdita e dovette venderla a Duncan MacLeod, non sapendo della sua natura di immortale. Dopo la cessione della proprietà, Duncan McLeod concesse a Charlie di mantenere il ruolo di manager della palestra.
Charlie divenne ben presto amico di Duncan MacLeod e di Ritchie Ryan. Nonostante sia grato a MacLeod, Charlie sospetta che abbia un segreto.
Una notte i mercenari dell'immortale Xavier St. Cloud sparano raffiche di mitra alla palestra per uccidere MacLeod, tuttavia falliscono nell'intento e fuggono. Benché la palestra venga quasi distrutta, MacLeod e Charlie si salvano. Charlie vuole seguire MacLeod per rintracciare i mercenari di St. Cloud.. Successivamente Charlie vede MacLeod ferito mortalmente con colpi di mitra e a sua volta viene colpito. Charlie si sveglia in ospedale con gravi ferite e in bilico tra la vita e la mote. Vede MacLeod sorprendentemente vivo e chiede spiegazioni.
Dopo essersi ripreso, Charlie si innamora della rivoluzionaria balcanica Mara Leonin e decide di starle accanto nella lotta per il suo popolo. La gestione della DeSalvo's Martial Arts passa a Richie Ryan. Quando l'immortale Andrew Cord uccide Mara, Charlie decide di inseguirlo a Seacouver per vendicarsi. Charlie viene avvertito da MacLeod e dall'osservatore Joe Dawson che non può battere Cord. Non tenendo conto dei consigli Charlie affronta Cord fuori del Joe's Blues Bar e viene ferito a morte. Alcuni minuti dopo supraggiunge MacLeod sul luogo, il quale gli rivela, in punto di morte la verità su lui e Cord. Charlie muore tra le braccia di Duncan.